# Rhodesia ved sommer-OL 1960
Rhodesia, nuværende Zimbabwe, sendte et hold på 14 udøvere til Sommer-OL i Rom i 1960. Rhodesia tog ingen medaljer under disse olympiske lege.

## Medaljer
| 1960 Rom | Guld | Sølv | Bronze | Total |
| Rhodesia | 0    | 0    | 0      | 0     |

## Deltageroversikt
| Sport         | Herrer | Kvinder | Totalt |
| ------------- | ------ | ------- | ------ |
| Boksning      | 3      | —       | 3      |
| Atletik       | 3      | —       | 3      |
| Sejlsport     | 2      | —       | 2      |
| Skyding       | 1      | —       | 1      |
| Svømning      | —      | 4       | 4      |
| Ikke deltaget | 1      | —       | 1      |
| Totalt        | 10     | 4       | 14     |